# Territorio de Memel
El Territorio de Memel (en alemán: Memelland o Memelgebiet; en lituano: Klaipėdos kraštas) fue definido en el Tratado de Versalles en 1920 y se refiere a la parte más septentrional de la provincia alemana de Prusia Oriental, cuando bajo el nombre de Memelland fue puesta bajo la administración de la Conferencia de Embajadores de la Entente. El Territorio de Memel, junto con otras zonas escindidas de Alemania (el Sarre y la Ciudad Libre de Dánzig ), permanecerían bajo el control de la Sociedad de Naciones hasta el eventual momento en que estas comunidades votasen por su reintegración a Alemania o no. En la actualidad, el antiguo Territorio de Memel forma parte de Lituania. 
El territorio original escalviano y curonio fue conquistado alrededor de 1252 por los caballeros teutónicos, que construyeron Memelburg ("el castillo de Memel") y la ciudad de Memel (ahora Klaipėda). En 1422, fue levantada una frontera entre Prusia y Lituania bajo el Tratado de Melno, y esta frontera existió hasta 1918.
El Territorio de Memel entonces con predominio étnico alemán (otros grupos étnicos en la región: prusianos lituanos y memelanders), situado entre el río y la población del mismo nombre, fue ocupado por Lituania en la «revuelta de Klaipėda» de 1923, anexado por la Alemania nazi en marzo de 1939 e inmediatamente reintegrado en la Prusia Oriental, ocupado por la Unión Soviética en 1945 y entregado a la RSS de Lituania. Desde el colapso de la Unión Soviética en 1991, forma parte de la República de Lituania independiente dividida entre las provincias de Klaipėda y Tauragė. La frontera sur establecida en el Tratado de Versalles a lo largo del río permanece hoy día como la frontera internacional entre Lituania y el óblast ruso de Kaliningrado.

## Tratado de Versalles

Bandera del territorio de Memel de 1919 a 1924 y de facto hasta 1939.

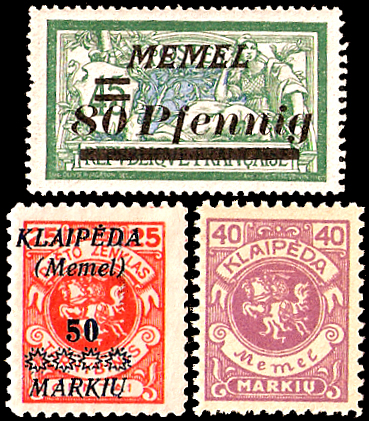
Sellos postales de la región de Klaipėda en uso entre 1920-1925. El sello superior es francés sobrescrito en alemán "MEMEL". Los otros sellos son lituanos, uno sobrescrito en lituano y alemán. El último fue emitido especialmente para uso dentro de la región.

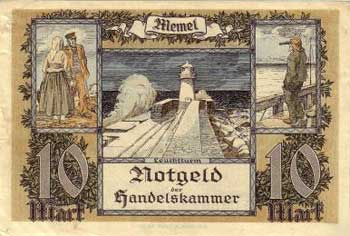
Billete de banco de emergencia emitido y usado en 1922 en Memel.

Las fronteras orientales de Prusia (desde 1871, parte del Imperio alemán), que habían permanecido inalteradas desde el Tratado de Melno en 1422, se convirtieron en materia de discusión tras la I Guerra Mundial, cuando se independizaron nuevamente los Estados de Lituania y Polonia. El Acta de Tilsit, de carácter separatista, fue firmada por unos pocos prusianos lituanos con orientación pro-lituana, reclamando la unificación de la Lituania Prusiana con la Lituania propia. Tradicionalmente es considerada por los lituanos como la expresión de la Lituania Menor de unirse a Lituania. La mayoría de los lituanos prusianos no querían unirse a Lituania, a pesar de que los lituanos prusianos no constituían una mayoría de la población.
La división de Prusia también fue promovida por el representante polaco Roman Dmowski en Versailles que actuaba por orden de Józef Piłsudski: el propósito era dar la parte inferior del río Niemen y su delta, que estaban localizados en Alemania y denominado como río Memel, a Lituania. De este modo proporcionaría acceso al mar Báltico, mientras de que Lituania propiamente formaría parte de Polonia. Estas ideas eran apoyadas por el primer ministro francés Georges Clemenceau.
En 1920, de acuerdo con el Tratado de Versalles, al área alemana al norte del río Memel le fue dado el estatus de territorio de Memel bajo administración del Consejo de Embajadores, y se enviaron tropas francesas a dar protección a esta entidad. Durante el periodo de administración francesa, la idea de un Estado independiente de Memelland creció en popularidad entre los habitantes locales. La organización "Deutsch-Litauischer Heimatbund" (Federación Patria Germano-Lituana) promovió la idea de un Freistaat Memelland (Estado Libre de Memelland), que posteriormente debía ser devuelto a Alemania. Tenía 30 000 miembros, tanto étnicamente alemanes como lituanos, cerca del 21 % de la población.

## Ocupación lituana
El 9 de enero de 1923, tres años después de la entrada en vigor del Tratado de Versalles, Lituania ocupó el territorio durante la denominada revuelta de Klaipėda, principalmente por milicias que entraron desde Lituania. Francia al mismo tiempo había iniciado la ocupación del Ruhr en Alemania, por lo que la administración francesa en Memel no tomó ninguna medida contraria a los rebeldes. El 19 de enero el territorio fue anexionado a Lituania. El hecho consumado (fait accompli) fue finalmente confirmado por el Consejo de Embajadores en 1924.

## Región autónoma dentro de Lituania
En la Convención de Klaipėda, firmada entre el Consejo de Embajadores y Lituania, a la región se le concedió un parlamento separado, dos lenguas oficiales, capacidad para aumentar los impuestos locales, gravar impuestos de aduana, gestionar sus asuntos culturales y religiosos, un sistema judicial separado, ciudadanía separada, control forestal interno y agricultura, así como un sistema de seguridad social independiente. El Consejo de Embajadores aceptó el acuerdo resultante y confirmó la autonomía de la región dentro de la República de Lituania. El 8 de mayo de 1924 una convención sobre la región de Memel confirmó la anexión, y el acuerdo resultante de autonomía fue firmado en París. El territorio de Memel fue reconocido como parte integral de la República de Lituania también por Alemania el 29 de enero de 1928, donde los dos países firmaron el Tratado Fronterizo Lituano-Germano.
La anexión daba a Lituania el control de un puerto en el Báltico libre de hielos durante todo el año. Lituania hizo uso del Puerto de Klaipėda, modernizándolo y adaptándolo, especialmente para sus exportaciones agrícolas. La reconstrucción del puerto fue una de las mayores inversiones a largo plazo realizadas por el gobierno lituano durante el periodo de entreguerras.
A los habitantes de la región no se les dio la opción a elegir si querían formar parte del Estado lituano o de Alemania. Los partidos políticos pro-germanos obtuvieron una mayoría de más del 80% en todas las elecciones al parlamento local en el periodo de entreguerras, lo que da una idea del sentir mayoritario de un hipotético referéndum en favor de Alemania. De hecho, la zona había estado unida a Prusia desde el Estado monástico del siglo XIII, e incluso los habitantes lituanohablantes se referían a sí mismos como prusianos orientales y se declaraban "Memellanders/Klaipėdiškiai" en los censos oficiales (véase información demográfica más abajo) y no querían pertenecer al Estado nacional lituano. Desde el punto de vista lituano, los Memellanders eran vistos como lituanos germanizados y que debían forzarse a ser relituanizados. También existía un fuerte diferencia confesional, ya que cerca del 95% de los habitantes de Lituania Menor eran luteranos y más del 90% de los habitantes de la Gran Lituania eran católicos. Así, el gobierno de Lituania se enfrentó con considerable oposición por parte de las instituciones autonómicas regionales. Con el pasar de los años, crecieron las voces para una reintegración con Alemania. Solo en el último periodo Lituania instituyó una política de "lituanización". Esto fue realizado con una fuerte oposición creciente, en tanto que las diferencias religiosas y regionales lentamente se convirtieron en insuperables.
Después del golpe de Estado de diciembre de 1926, Antanas Smetona subió al poder. En tanto que el estatus del Territorio de Memel estaba regulado por tratados internacionales, el Territorio de Memel se convirtió en un oasis de democracia[cita requerida] en Lituania. La intelligentsia lituana a menudo realizaba matrimonios en Memel/Klaipėda, en tanto que este territorio era el único lugar en Lituania donde estaban en uso las uniones civiles; en el resto de Lituania solo estaban legitimados los matrimonios religiosos. Así, la oposición al régimen de Smetona también tuvo su base en el Territorio de Memel.
A inicios de la década de 1930, algunos líderes y miembros de organizaciones Pronazis en la región fueron juzgados en Lituania "por crímenes de terrorismo". Los procesos de 1934-1935 de Neumann y Sass en Kaunas pueden ser presentados como los primeros juicios Antinazis de Europa. Tres miembros de la organización fueron sentenciados a muerte y sus líderes encarcelados. En atención a la presión política y económica posterior de Alemania, la mayoría fueron liberados.

### Resultados de las elecciones al parlamento local
El parlamento local tenía 29 escaños, uno por cada 5.000 habitantes. Hombres y mujeres a partir de 23 años de edad tenían derecho a voto  
Véanse también los resultados  de las elecciones de enero de 1919 al Nationalversammlung.
| Year | Memelländische Landwirtschaftspartei ("Partido agrícola") | Memelländische Volkspartei ("Partido Popular") | Sozialdemokratische Partei ("Partido Social Democrático") | Arbeiterpartei (Partido de los Trabajadores) | Partido Comunista                 | Otros                        | Partido Popular Lituano      |
| ---- | --------------------------------------------------------- | ---------------------------------------------- | --------------------------------------------------------- | -------------------------------------------- | --------------------------------- | ---------------------------- | ---------------------------- |
| 1925 | 38.1%: 11 asientos                                        | 36.9%: 11 asientos                             | 16.0%: 5 asientos                                         |                                              |                                   | Otros 9.0%: 2 asientos       |                              |
| 1927 | 33.6%: 10 asientos                                        | 32.7%: 10 asientos                             | 10.1%: 3 asientos                                         |                                              | 7.2%: 2 asientos                  |                              | 13.6%: 4 asientos            |
| 1930 | 31.8%: 10 asientos                                        | 27.6%: 8 asientos                              | 13.8%: 4 asientos                                         | 4.2%: 2 asientos                             |                                   |                              | 22.7%: 5 asientos            |
| 1932 | 37.1%: 11 asientos                                        | 27.2%: 8 asientos                              | 7.8%: 2 asientos                                          | 8.2%: 3 asientos                             |                                   |                              | 19.7%: 5 asientos            |
|      | Lista Electoral Alemana Unificada                         | Lista Electoral Alemana Unificada              | Lista Electoral Alemana Unificada                         | Lista Electoral Alemana Unificada            | Lista Electoral Alemana Unificada | Partidos de la Gran Lituania | Partidos de la Gran Lituania |
| 1935 | 81.2%: 24 asientos                                        | 81.2%: 24 asientos                             | 81.2%: 24 asientos                                        | 81.2%: 24 asientos                           | 81.2%: 24 asientos                | 18.8%: 5 asientos            | 18.8%: 5 asientos            |
| 1938 | 87.2%: 25 asientos                                        | 87.2%: 25 asientos                             | 87.2%: 25 asientos                                        | 87.2%: 25 asientos                           | 87.2%: 25 asientos                | 12.8%: 4 asientos            | 12.8%: 4 asientos            |

### Datos demográficos
Un censo lituano llevado a cabo en la región determinó una población total de 141.000 habitantes. El idioma declarado fue usado para clasificar a los habitantes, y con esta base, el 43,5% eran alemanes, el 27,5% lituanos y el 25,2% "Klaipedienses" (Memelländisch). Otras fuentes proporcionan una composición étnica de entreguerras de 41,9% alemanes, 27,1% Memellanders (Memellandish) y 26,6% lituanos.
| Población      | Germanos | Memellandish | Lituanos | otros | Religión                                    | Fuente |
| -------------- | -------- | ------------ | -------- | ----- | ------------------------------------------- | ------ |
| 141,645        | 41.9%    | 27.1%        | 26.6%    | 4.4%  | 95% Cristianos evangélicos                  |        |
| 141,645 (1930) | 45.2%    | 24.2% (1925) | 26.5%    | -     | Luteranos evangélicos 95%, católicos (1925) |        |

En general, los prusianos lituanos eran mucho más rurales que los alemanes. La parte de los habitantes de la ciudad de Memel de habla lituana aumentó con el tiempo debido a la urbanización y a la migración de los pueblos a las ciudades, y después también de la migración del resto de Lituania (en la ciudad de Memel, la población lituanohablante ascendía a 21,5% en 1912, 32,6% en 1925 y 38,7% en 1932*). Los ciudadanos extranjeros podían incluir algunos alemanes, que optaron por la nacionalidad germana en lugar de la lituana. Existían más lituanohablantes en el norte de la región (Klaipėdos apskritis y Šilutės apskritis) que en el sur (Pagėgių apskritis). Otras poblaciones locales incluían nacionalidades que tenían ciudadanía lituana, como los judíos.
En la década de 1930, una novela escrita por un autor local, Ieva Simonaitytė, basada en una historia familiar ilustró las relaciones germano-lituanas durante siglos en la región.
El régimen autoritario de A. Smetona forzó una política de fuerte discriminación y forzada lituanización: envió administradores desde Lituania, y los profesores alemanes, los funcionarios y los sacerdotes fueron despedidos de sus trabajos. Los habitantes locales -tanto alemanes como prusiano lituanos- totalmente marginados por la férrea discriminación, no eran aceptados para trabajos al servicio del Estado en el Territorio de Memel. Se enviaron nuevos funcionarios de Kaunas en su lugar.
Hasta 1938, no se eligió ningún gobernador de la comunidad prusiano lituana. Esta política llevó a la intelligentsia prusiano lituana y a algunos alemanes locales a organizar una sociedad en 1934 opuesta al gobierno lituano. Este grupo fue prontamente desmantelado.
Los resultados electorales del Territorio de Memel fueron irritantes[cita requerida] para las autoridades del régimen de Smetona, y este intentó "colonizar" el territorio con más lituanos aún. Se construyeron los asentamientos lituanos de Jakai y Smeltė. El número de bienvenidos aumentó: en 1926 el número era de 5.000, en 1939 de 30.000.
Lituania introdujo una campaña de lituanización de línea tan dura que llevó al más profundo antagonismo entre los prusianos locales, memellanders, alemanes con los nuevos inmigrantes.

## Heim ins Reich
A final de 1938, Lituania había perdido el control sobre la situación en el Territorio. En las primeras horas del 23 de marzo de 1939, después de un ultimátum verbal que provocó el desplazamiento de la delegación lituana hasta Berlín, el ministro de Asuntos Exteriores lituano Juozas Urbšys y su homólogo alemán Joachim von Ribbentrop firmaron el Tratado de Cesión del Territorio de Memel a Alemania a cambio de una Zona Franca lituana en el puerto de Memel por un periodo de 99 años, utilizando las instalaciones construidas en los años anteriores.
Hitler había anticipado estos movimientos y a bordo de un barco de la Kriegsmarine se desplazó durante el amanecer hasta Memel para celebrar la devolución heim ins Reich de Memelland. Esto resultó ser la última de una serie de anexiones sin derramamiento de sangre de territorios separados de los imperios alemán y austríaco por el Tratado de Versalles, que habían sido percibidos por muchos alemanes, sino la mayoría, como una humillación. Las fuerzas alemanas tomaron el territorio incluso antes de la ratificación oficial lituana. El Reino Unido y Francia, como después de la revuelta de 1923, no protegieron de forma activa la autonomía del territorio. Fue en estas condiciones que la Seimas, el parlamento lituano, fue obligada a aprobar el tratado, esperando que Alemania no presionara con otras demandas territoriales sobre Lituania.
Sin embargo, el reencuentro con Alemania fue muy bien recibido por la mayoría de la población, tanto alemanes como Memellanders.
De acuerdo con el tratado, a los ciudadanos del Territorio de Memel se les permitió elegir la ciudadanía: alemana o lituana. 303 personas (contando miembros familiares, 585) pidieron obtener la ciudadanía lituana, aunque solo les fue concedida a 20. Otro artículo
imponía que las personas que se hubieran asentado en el territorio de Memel durante el periodo de ocupación de 1923 a 1939 debían emigrar. Unos 8900 lituanos lo hicieron. Al mismo tiempo, los nazis expulsaron a cerca de 1300 (ciudadanos de Memel y lituanos) judíos y a cerca de 40 prusianos lituanos.

## Segunda Guerra Mundial y postguerra

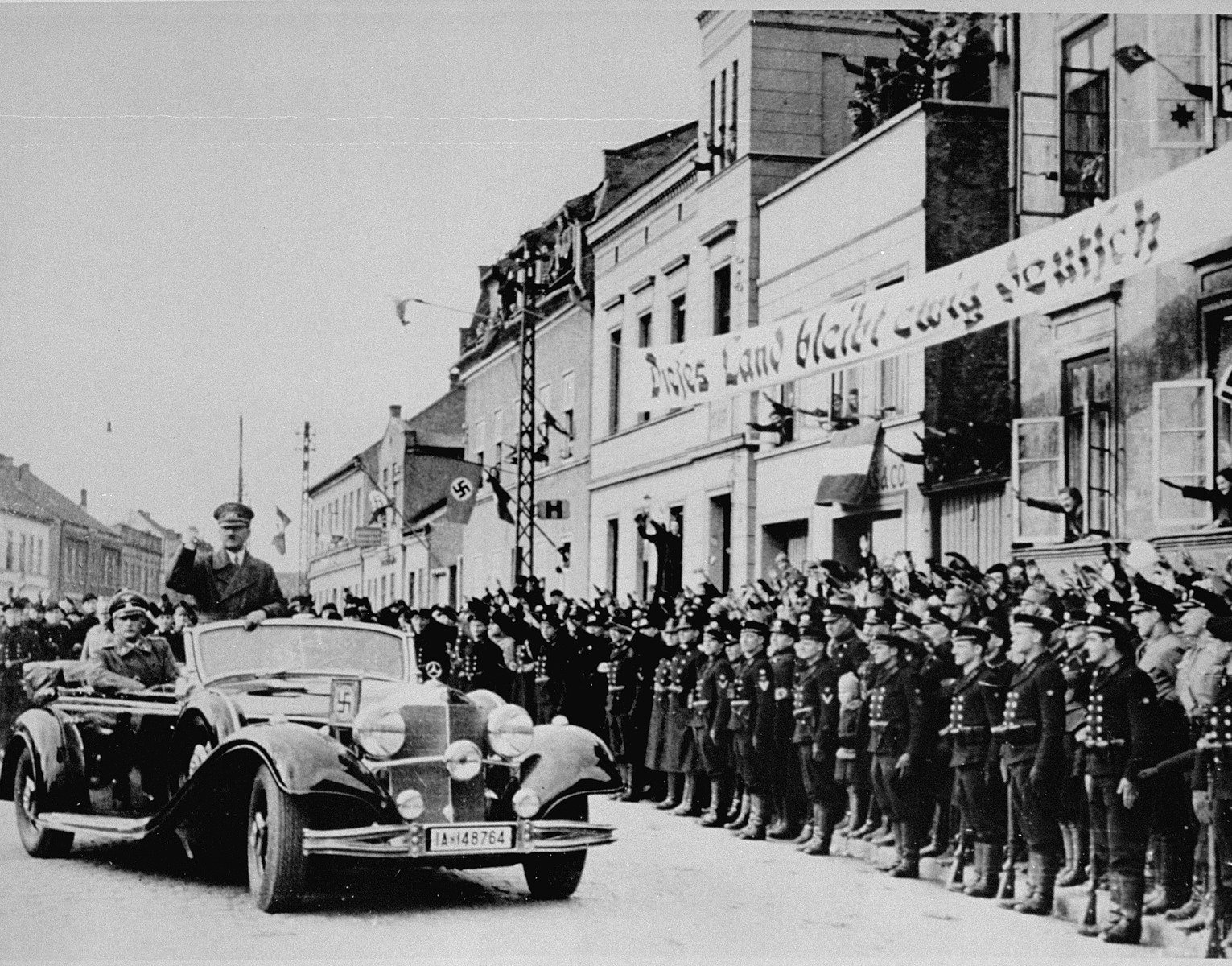
Adolfo Hitler en el Territorio de Memel

Cuando la zona fue devuelta a control alemán en 1939 bajo la Alemania Nazi, muchos lituanos y sus organizaciones empezaron a marcharse de Memel y sus alrededores. Memel fue rápidamente convertida en una base naval fortificada alemana. Tras el fracaso de la invasión alemana de la URSS (Operación Barbarroja), el destino de Prusia Oriental y Memel fue sellado. Para octubre de 1944 los habitantes del área, sin distinción étnica, tenían que tomar la decisión de permanecer o marcharse. Casi la totalidad de la población fue evacuada ante la aproximación del Ejército Rojo, pero la ciudad en sí misma fue defendida por el ejército alemán durante la batalla de Memel hasta el 28 de enero de 1945. Tras su captura solo se encontraron a seis personas en la ciudad.
Las decisiones resultantes de la Conferencia de Potsdam decretaron que la Prusia Oriental y, como parte de ella, el Territorio de Memel, debía estar bajo administración de la Unión Soviética. El 7 de abril de 1946 se fundó el óblast de Königsberg (después renombrado óblast de Kaliningrado), que se convirtió en una nueva región administrativa de la República Socialista Federativa Soviética de Rusia. El Territorio de Memel quedó con un estatus indefinido hasta el 7 de abril de 1948, cuando la Unión Soviética transfirió el Distrito de Memel/Klaipeda del óblast de Kaliningrado a la RSS de Lituania y la región fue dividida entre varias diferentes comarcas de esta república soviética.
Al final de la guerra, la mayoría de los habitantes habían huido al Oeste para establecerse en Alemania. Entre 1945 y 1946 había alrededor de 35.000 habitantes locales, tanto lituanos prusianos como alemanes. El gobierno de la RSS lituana envió agitadores a los campos de desplazados para hacer promesas a los antiguos pobladores de que podían volver a sus hogares y que sus propiedades les serían devueltas, pero las promesas nunca fueron cumplidas. En el periodo de 1945 a 1950 cerca de 8.000 personas fueron repatriadas. Los ciudadanos bilingües lituano-alemanes que volvieron fueron vistos como alemanes y discriminados por ello hasta por los mismos lituanos que habían terminado aceptando a pie juntillas la implantación soviética en Lituania.
Los pocos alemanes étnicos que permanecieron fueron totalmente discriminados y forzosamente expulsados, y la mayoría de ellos optaron por huir a lo que se convertiría en la Alemania Occidental. La población autóctona que permaneció en el anterior Territorio de Memel fue expulsada de sus empleos. Familias y notables lituanos locales, que se habían opuesto a los partidos alemanes antes de la guerra, como traidores de su propio pueblo, fueron deportados a Siberia. En 1951 la RSS de Lituania expulsó a 3.500 personas del anterior Territorio de Memel a la Alemania Oriental. En 1958, cuando fue permitida la emigración, la mayoría de la población superviviente, tanto alemanes como lituanos prusianos, emigraron a la Alemania Occidental; este hecho fue denominado una repatriación de alemanes por la RSS de Lituania. Hoy en día, estos territorios anteriormente luteranos están habitados por lituanos que son católicos y por ortodoxos rusos. Sin embargo, una minoría protestante prusiana lituana todavía permanece en la región. Solo unos pocos miles de habitantes autóctonos permanecen. Su emigración continuada ha sido facilitada por el hecho de que son considerados ciudadanos alemanes por la República Federal de Alemania. No se realizó ninguna restauración de las propiedades por la República de Lituania para los propietarios anteriores a 1945, sintiéndose muchos de ellos traicionados por su propia patria y sus gentes.
En tanto que el Territorio de Memel fue reanexado por Alemania en 1939, y Lituania fue a su vez ocupada por los soviéticos en 1940, Lituania - tras obtener su independencia el 11 de marzo de 1990  nunca restauró la autonomía del Territorio de Memel.
El antiguo Territorio de Memel continúa siendo de importancia vital para Lituania, actuando como un importante puerto, así como una región industrial y agrícola.

## Cronología
| Cronología del territorio con sus cambios de control | |
| pre-1252                                             | Tribus de los escalvianos y curonios |
| 1252-1525                                            | Orden Livona y Estado Monástico de los Caballeros Teutónicos (también Estado Monástico de Prusia)                                                              |
| 1525-1657                                            | Ducado de Prusia, un feudo de la Mancomunidad Polaco-lituana (en unión personal con Prusia y Brandeburgo desde 1618)                                           |
| 1657-1701                                            | Ducado de Prusia, un Estado soberano en unión personal con Brandeburgo, un feudo del Sacro Imperio Romano Germánico (llamado conjuntamente Brandeburgo-Prusia) |
| 1701-1871                                            | Reino de Prusia |
| 1871-1918                                            | Reino de Prusia, parte del Imperio alemán |
| 1918-1920                                            | Estado Libre de Prusia, parte de la República de Weimar |
| 1920-1923                                            | Consejo de Embajadores |
| 1923-1939                                            | República de Lituania |
| 1939-1945                                            | Alemania nazi |
| 1945-1990                                            | RSS de Lituania, parte de la Unión Soviética |
| 1990-presente                                        | República de Lituania |